# CEERS-93316
CEERS-93316 — удалённая галактика, обнаруженная космическим телескопом «Джеймс Уэбб» в июле 2022 года. Спектроскопическое измерение её красного смещения составляет 4,9. На момент обнаружения галактика считалась самой удалённой от Земли и одной из самых ранних из известных науке галактик (она возникла спустя 250 млн лет после Большого взрыва). Её фотометрическое красное смещение (z) составило 16,7. Процесс звёздообразования начался в галактике в промежутке между 120 и 220 млн лет после Большого взрыва (z = 18—26).
Обозначение галактики (CEERS) расшифровывается как «Ранний выпуск научного исследования космической эволюции» (англ. Cosmic Evolution Early Release Science Survey). Открытие и изучение галактики проводится в рамках программы по глубокому и широкому исследованию неба телескопа «Джеймс Уэбб».